# Nyujtó Ferenc
Nyujtó Ferenc (Cegléd, 1922. január 2. – 1999. március 29.) gyümölcsnemesítő kertészmérnök.

## Életút
Kertész diplomáját 1944-ben szerezte. 1946-1949.-ig a Ceglédi Hegyközség szakvezetője, 1949-1951-ig a Földművelésügyi Minisztérium Mezőgazdasági Tudományos Központjában részt vett a kertészeti kutatás megszervezésében, majd 1951-1987-ig a Kertészeti Kutató Intézet Ceglédi Állomásának vezetőjeként végzett szervező és kutatómunkát. A ceglédi nemesítési műhely megalapozója.
Az 1950-es években kezdődött a tájfajták és klónok begyűjtése, amelyekből 1954. évtől kezdődően fajtagyűjteményeket létesített. Irányításával munkatársai 305 meggy, 85 cseresznye, 532 kajszibarack, 172 őszibarack, 216 szilva, 201 alma, 147 körte, 25 édes mandula fajtát, összesen 1683 tájfajtát, illetve klónt gyűjtöttek be. Ezek szelekciójából minősítést nyert  —  Ceglédi bíborkajszi, Ceglédi hajnalpír, Ceglédi óriás, Kécskei rózsa, Magyar kajszi C. 235, Mandulakajszi, Rózsakajszi C. 1406, valamint a Cigánymeggy C. 215, a Cigánymeggy C. 404, a Piroska őszibarack és a Ceglédi piros alma.
Ígéretes fajtajelöltjei voltak a C. 1137 Pongorádi, a C. 1168 Karmazsin és a C. 2262 Fehér cseresznye; a Pándy meggy klónok közül a következő törzsszámúak: C. 80, C. 80/a, C. 101, C. 117, C. 424, C. 513; a C. 425 Cegléd szépe, a C. 426 Csizmadia magonca és a C. 427 Homokgyöngye őszibarack, valamint a C. 1383 Clapp kedveltje körte.
Az 1950-60-as években intenzíven foglalkozott a Pándy és Cigánymeggy szelekciójával, valamint a Pándy meggy termékenyítésével. Utóbbinál a „C. 215”-ös Cigánymeggyel 14,2%-os, a „C. 127”-es Cigánymeggyel 16,7%-os, míg a „C. 125-ös” Korai Vörösmeggyel 20,8%-os eredményt ért el.
Több gyümölcsfajt felölelő munkásságának zömét a kajszibarack nemesítés alkotta.
Ennek keretében az előzőekben már említett tájfajták és klónok begyűjtésével foglalkozott. A kajszibarack keresztezéses nemesítését 1967. évben kezdte el. Célul tűzte ki téli-tavaszi fagyokra kevésbé érzékeny, kései virágzású, későn érő, tetszetős, nagy gyümölcsű, jó termőképességű, jól szállítható, betegségekre kevésbé érzékeny, jó ízű fajták előállítását.
Keresztezésből nyert minősített fajtái a Ceglédi arany, a Ceglédi kedves és a Ceglédi Piroska.
A kajszibarack honosítását 1960. évben Olaszországból behozott fajtákkal kezdte el, majd több évtizeden keresztül egyéb európai, valamint ázsiai és észak-amerikai országból szerzett be fajtákat. Ebből államilag elismert fajta lett a Bergeron (Kertészeti Egyetemmel közösen).
A kajszibarack mellett külföldi őszibarackfajták honosításával is foglalkozott, amelyek közül a Madeleine Pouyet állami elismerést nyert.
Vizsgáltatta a cseresznye-, meggy-, kajszibarackfajták, majd később a kajszibarack hibridek befőtt, a meggy és kajszibarackfajták ivólé és likőr, valamint a kajszibarackfajták pálinkának való alkalmasságát. Mindezek mellett több éven át foglalkozott a kajszibarack termésbecslésének módszeres kidolgozásával.
A fajtanemesítéssel párhuzamosan széles körű alanykutató és szelekciós munkát végzett, mellyel megalapozta a hazai alanynemesítő munkát. A magról szaporított ismeretlen származású, kevert alanyok helyett szelektált, ismert tulajdonságú, jó affinitású, korán termőre forduló, rendszeresen és bőven termő, vírusellenálló alanytípusokat kívánt kiválasztani. A nemesítési munka alapját a hazai gyümölcstájak igen gazdag klímarezisztens táj-és elvadult fajtái, valamint a közép-hegyi erdőségek (Mátra, Gerecse, Bakony) magfái adták.  Ezek begyűjtése1952-1965. évig tartott. Ezen idő alatt felkutatta és begyűjtötte 223 tengeribarack, 76 vadmeggy, vadcseresznye és sajmeggy, 73 vadőszibarack, 115 vadalma, 228 mirobalán és alanyszilva, 19 vadkörte fajtaváltozatot, összesen 734 anyafa termését, amelyekből telepítette el 1972. évben a ceglédi magtermő ültetvénybe az anyafákat.
A különböző alanykombinációkat, mintegy 3000 kisparcellás kísérletben, valamint 33 gazdaság 400 ha-án értékelték.
Az alanykutatásban tanítványa és munkatársa volt Erdős Zoltán. Munkájuk eredményeként állami elismerést nyert: alma: Mátrai vadalma C. 4, Sólyomalma; körte: Egervár I., Egervár II. vadkörte; meggy: CEMA, CEMANY sajmeggy; myrobalán: C. 162, C. 174/sz., C. 359, C. 679; tengeribarack: C. 145, C. 1300, C. 1301, C. 1426, C. 1650, C. 1652, C. 2546; őszibarack: CEPE.
A csonthéjas gyümölcsfajok termesztési eredményeinek javítása érdekében különböző technológiai kísérleteket állított be a faiskolában. Ezek közül a legjelentősebbek a törzsképzőkkel, különösen a Brompton szilvával folytatott megfigyelései.
Szoros kapcsolatban állt az egyes országok nemzetközileg elismert nemesítőivel.
Szakirodalmi tevékenysége: 3 szakkönyv, 6 fejezet, 51 tudományos és 40 szakközlemény. 
A Mathiász János Felsőfokú Gyümölcs- és Szőlőtermesztési Technikumban Kecskeméten a Gyümölcstermesztés tantárgy oktatója volt 1961-1966. években, és közel húsz főiskolai és egyetemi hallgató tudományos munkáját segítette diplomamunka konzulensként. A vezetése alatti korszakban a Ceglédi Intézet munkatársai sikeresen védtek meg 10 egyetemi doktori, 2 kandidátusi és 2 akadémiai doktori értekezést.

## Elismerései
- Fleischmann Rudolf emlékplakett (1977)
- Újhelyi Imre emlékérem (1984)
- Mohácsy Mátyás emlékplakett (1987)
- Munkaérdemrend arany-fokozat (1988)
- Dr. Honoris Causa kitüntetés (1993)
- Cegléd díszpolgára (1995)
- A Kertészeti Egyetem díszdoktora

## Jelentősebb művei
- Nyujtó Ferenc (1958): A meggy termesztése Mezőgazdasági Kiadó, Budapest 41 o.
- Nyujtó Ferenc - Tomcsányi Pál (1959): Kajszibarack és termesztése. Mezőgazdasági Kiadó Budapest
- Nyujtó Ferenc  (1980): Kajszibarack in Nyéki J. (szerk): Gyümölcsfajták virágzásbiológiája és termékenyülése. Mezőgazdasági Kiadó Budapest 248-266.
- Nyujtó Ferenc  - Surányi Dezső (1981): Kajszibarack.  Mezőgazdasági Kiadó Budapest
- Kerek Mária Magdolna - Nyujtó Ferenc: Kajszibarack (sárgabarack)(1998): Kajszibarack (sárgabarack) in Soltész Miklós (szerkesztő) Gyümölcsfajta ismeret és – használat. Mezőgazdasági Kiadó, Budapest 234-257.
- Nyujtó Ferenc (1959): Az alföldi őszibarack termesztés in id. Mohácsy Mátyás – Maliga Pál – ifj. Mohácsy Mátyás Az őszibarack. Mezőgazdasági Kiadó, Budapest 380-391.